# Gerbillus simoni
Gerbillus simoni är en däggdjursart som beskrevs av Fernand Lataste 1881. Gerbillus simoni ingår i släktet Gerbillus och familjen råttdjur. IUCN kategoriserar arten globalt som livskraftig. Inga underarter finns listade i Catalogue of Life.
Arten tillhör undersläktet Dipodillus som ibland godkänns som släkte. Populationen på ön Kerkennah som tillhör Tunisien listas ibland som art (Gerbillus zakariai).
Djuret är med en kroppslängd (huvud och bål) av 72 till 89mm, en svanslängd av 72 till 96mm och en vikt av 12 till 22g liten jämförd med andra ökenråttor. Den har cirka 20mm långa bakfötter och 12 till 14mm stora öron. Den långa och mjuka pälsen på ovansidan består av hår som är gråa vid roten, orangebruna i mitten och orange eller svarta vid spetsen. Färgen blir ljusare orange fram till kroppssidorna och den ändrar sig stegvis till den vita undersidan. Bakom varje öra finns en tydlig vid fläck och ibland även en otydlig fläck framför örat. De långa morrhåren är delvis svarta och delvis vita. Även hakan, strupen, benen och fötterna är vita. Hela svansen är täckt av korta orangebruna borstar och en tofs saknas. Gerbillus simoni kan lagra fett i svansen som därför ser tjock ut. Arten har en diploid kromosomuppsättning med 60 kromosomer (2n=60).
Denna gnagare förekommer i norra Afrika vid Medelhavet och i Atlasbergen. En population finns från norra Marocko till nordvästra Libyen och den andra i nordöstra Libyen och norra Egypten. Habitatet utgörs av stäpper och andra torra gräsmarker samt av jordbruksmark. Arten undviker områden med sandig jord.
Individerna gräver underjordiska bon där de vilar på dagen. De kan dela reviret med andra ökenråttor. Honor i fångenskap var cirka 20 dagar dräktiga och en kull hade 4 till 8 ungar.